# Бігова пам'ять
Бігова доріжка пам'яті або пам'ять стін домену (DWM) — це експериментальний енергонезалежний електронний носій інформації, який розробляється в дослідницькому центрі IBM Almaden командою під керівництвом фізика Стюарта Паркіна. На початку 2008 року  було успішно продемонстровано 3-бітну версію. Якби технологія пішла в масове виробництво, бігова доріжка запропонувала б щільність запису, що перевищує порівнянні твердотільні пристрої пам'яті, такі як флеш-пам'ять та подібні до звичайних дискових приводів, з вищою продуктивністю читання / запису.

## Опис
Бігова доріжка пам'яті використовує спін-когерентний електричний струм для переміщення магнітних доменів уздовж наноскопічного пермаллоєвого дроту (доріжки) близько 200  нм діаметром і 100  нм товщиною. Коли струм проходить через дріт, домени проходять магнітними головками для читання/запису, розміщеними біля дроту, які змінюють домени для запису шаблонів бітів. Пристрій бігової доріжки пам'яті складається з безлічі таких доріжок і елементів читання/запису. В цілому оперативна концепція бігових доріжок пам'яті схожа на більш ранню пам'ять бульбашок 1960-х та 1970-х років. Пам'ять із затримкою ліній, наприклад, лінії затримки ртуті 1940-х та 1950-х років, є ще більш ранньою формою подібної технології, що використовується на комп'ютерах UNIVAC та EDSAC . Як і бульбашкова пам'ять, бігова доріжка пам'яті використовує електричні струми для «проштовхування» послідовності магнітних доменів через підкладку та минулі елементи для читання/запису. Поліпшення можливостей магнітного виявлення, засноване на розвитку спінтронних магніторезистивних датчиків, дозволяє використовувати набагато менші магнітні домени, щоб забезпечити значно вищі щільності біт.
У виробництві це було очікуваним   щоб проводи можна було зменшити до 50   нм. Для бігових доріжок пам'яті розглядалися дві домовленості. Найпростішою була серія плоских проводів, розташованих в сітці з головами для читання і запису, розташованими поруч. Більш широко вивчене розташування використовувало П-подібні дроти, розташовані вертикально над сіткою головок для читання / запису на нижній підкладці. Це дозволило б проводкам значно довше, не збільшуючи 2D-площу, хоча необхідність переміщення окремих доменів далі по дротах до того, як вони дістануться до головок читання/запису, призводить до уповільнення часу випадкового доступу. Обидві домовленості пропонували приблизно однакові показники пропускної здатності. Основна проблема, що стосується будівництва, була практичною; незалежно від того, чи можна тривимірне вертикальне розташування зробити масовим.

## Порівняння з іншими пристроями пам'яті
Прогнози на 2008 рік передбачають, що бігова доріжка пам'яті буде пропонувати продуктивність на порядку 20-32   ns для читання або запису випадкового біта. Це порівняно з приблизно 10 000 000   нс для жорсткого диска, або 20-30   ns для звичайної DRAM. Основні автори обговорили шляхи покращення часу доступу з використанням «резервуару» до приблизно 9,5   нс. Агрегатна пропускна здатність із резервуаром або без нього буде порядку 250—670   Мбіт/с для бігових доріжок пам'яті порівняно з 12800 Мбіт/с для одного DDR3 DRAM, 1000 Мбіт/с для високопродуктивних жорстких дисків та 1000 до 4000   Мбіт/с для флеш-пам'яті. Єдиною сучасною технологією, яка пропонувала явну перевагу затримки над біговими доріжками пам'яттю, було SRAM, порядку 0,2 нс, але з більшою вартістю. більший розмір функції «F» приблизно 45   нм (станом на 2011 рік) з площею клітини близько 140 °F 2.
Бігова доріжка пам'яті — одна з декількох технологій, що розвиваються, які спрямовані на заміну звичайних пам'яті, таких як DRAM і Flash, і, можливо, пропонують універсальний пристрій пам'яті, застосований до широкого спектра ролей. Інші претенденти включали магніторезистивну пам'ять з випадковим доступом (MRAM), пам'ять зі зміною фази (PCRAM) і сегнетоелектричну оперативну пам'ять (FeRAM). Більшість із цих технологій мають щільність, подібну флеш-пам'яті, в більшості випадків гірша, і їх головна перевага — відсутність меж витривалості при записі, як у флеш-пам'яті. Field-MRAM пропонує чудові показники до 3 нс час доступу, але вимагає великий 25-40 F²   розмір клітини. Він може використовуватись як заміна SRAM, але не як пристрій масового зберігання. Найбільша щільність будь-якого з цих пристроїв пропонується PCRAM, розмір комірки — близько 5,8 F², як і флеш-пам'ять, а також досить хороші показники близько 50 нс. Тим не менше, жодне з них не може наблизитися до конкуренції з біговою пам'яттю в цілому, особливо за щільністю. Наприклад, 50 нс дозволяє керувати приблизно п'ятьма бітами в пристрої бігової доріжки пам'яті, в результаті чого ефективний розмір комірки 20/5 = 4   F², легко перевищуючи продукт щільності продуктивності PCM. З іншого боку, не жертвуючи щільністю бітів, ті ж 20   Площа F² може вмістити 2,5 2-бітових 8   F² альтернативні комірки пам'яті (такі як резистивна ОЗП (RRAM) або спіновий крутний момент передачі MRAM), кожна з яких індивідуально працює набагато швидше (~ 10   нс).
У більшості випадків пристрої пам'яті зберігають один біт у будь-якому даному місці, тому їх, як правило, порівнюють за розміром комірки, коміркою, що зберігає один біт. Сам розмір комірки задається в одиницях F², де «F» — це правило дизайну розміру функції, що представляє зазвичай ширину металевої лінії. Flash і бігова доріжка обидва зберігають кілька біт на клітинку, але порівняння все ж можна зробити. Наприклад, жорсткі диски сягали теоретичних обмежень близько 650   нм² / біт, визначається насамперед здатністю читати і записувати на певні ділянки магнітної поверхні. DRAM має розмір комірок близько 6   F², SRAM набагато менш щільний при 120   F². На даний момент флеш-пам'ять NAND — це найгустіша форма енергонезалежної пам'яті з широким застосуванням, розмір комірки — близько 4,5   F², але зберігання трьох біт на комірку для ефективного розміру 1,5   F². Флеш-пам'ять NOR трохи менш щільна, з ефективним 4,75   F², що складає 2-бітну операцію на 9.5   Розмір клітини F² У біговій доріжці з вертикальною орієнтацією (у формі U) зберігається майже 10-20 біт на комірку, яка сама має фізичний розмір щонайменше приблизно 20   F². Крім того, біти в різних положеннях на «доріжці» займуть різний час (від ~ 10 до ~ 1000 нс, або 10   нс/біт), до якого має бути доступний датчик читання/запису, оскільки «доріжка» перемістить домени з фіксованою швидкістю ~ 100 м/с повз датчик читання/запису. Існують програмні утиліти для моделювання одинарних та багатобітних конструкцій бігових доріжок пам'яті.

## Виклики розвитку
Одне обмеження ранніх експериментальних пристроїв полягало в тому, що магнітні домени могли просуватися лише повільно по дротах, вимагаючи імпульсів струму за порядком мікросекунд, щоб успішно їх переміщувати. Це було несподівано, і призвело до продуктивності, приблизно такої ж, як і на жорстких дисках, у 1000 разів повільніше, ніж було передбачено. Останні дослідження простежили цю проблему до мікроскопічних недосконалостей у кристалічній структурі проводів, що призвело до того, що домени «застрягли» при цих недосконалостях. Використовуючи рентгенівський мікроскоп, щоб безпосередньо зобразити межі між доменами, їх дослідження виявили, що доменні стінки будуть переміщуватися імпульсами за кілька наносекунд, коли ці недосконалості відсутні. Це відповідає макроскопічній продуктивності близько 110 м/с.
Напруга, необхідна для руху доменів вздовж бвгових доріжок, буде пропорційною довжині дроту. Щільність струму повинна бути достатньо високою для натискання стінок домену (як при електроміграції). Складність для технології бігових доріжок виникає через потребу у високій щільності струму (> 10 8 А/см²); a 30 нм х 100 нм перерізу знадобиться > 3 мА. Отримані в результаті потужності стають вищими, ніж потрібно для інших пам'ятей, наприклад, пам'яті крутного моменту закрутки (STT-RAM) або флеш-пам'яті.
Іншим завданням, пов'язаним з біговими доріжками пам'ятті, є стохастичний характер, при якому стінки домену рухаються, тобто вони рухаються і зупиняються у випадкових положеннях. Були спроби подолати цю проблему, виготовивши насічки на краях нановіру. Дослідники також запропонували ступінчасті нанопровідники, щоб точно закріпити доменні стінки. Експериментальні дослідження показали ефективність шахматної стінової пам'яті. Нещодавно дослідники запропонували негеометричні підходи, такі як локальна модуляція магнітних властивостей за допомогою модифікації складу. Застосовуються такі методи, як дифузія, спричинена відпаленням та іонна імплантація .